# Pogoni
Pogoni ( en griego: Πωγώνι) es una aldea y un municipio en la unidad periférica de Ioannina, en el Épiro, Grecia. La sede del municipio es la localidad de Kalpaki.

## Municipio
El actual municipio de Pogoni se formó en la reforma del gobierno local de 2011 por la fusión de los siguientes 6 municipios anteriores, que se convirtieron en unidades municipales:
- Ano Kalamas
- Ano Pogoni
- Delvinaki
- Kalpaki
- Lavdani
- Pogoniani